# HMS Daring (H16)
Lo HMS Daring (pennant number H16) fu un cacciatorpediniere della Royal Navy britannica, varato nel 1932 e appartenente alla classe D.
Dopo un periodo speso principalmente in servizio in Estremo Oriente, allo scoppio della seconda guerra mondiale il Daring fu richiamato in patria per operare come unità di scorta ai convogli mercantili, finendo affondato il 18 febbraio 1940 nel Mare del Nord dopo essere stato silurato da un sommergibile tedesco.

## Storia
Ordinata il 2 febbraio 1931 ai cantieri della John I. Thornycroft & Company di Southampton, la nave fu impostata il 18 giugno 1931 e varata il 7 aprile 1932 con il nome di Daring ("audace" in lingua inglese), quinta unità della Royal Navy a portare questo nome; l'unità entrò poi in servizio il 25 novembre 1932, venendo assegnata l'anno più tardi alla 1st Destroyer Flotilla della Mediterranean Fleet. Dopo un periodo trascorso fuori servizio per lavori di manutenzione a Sheerness, la nave fu rimessa in operatività nell'aprile 1934 e assegnata, nel dicembre seguente, alla 8th Destroyer Flotilla della China Station, pattugliando quindi le acque dell'Estremo Oriente a partire dalla base di Singapore. Durante questo periodo, comandante dell'unità fu Lord Louis Mountbatten.
Il 3 settembre 1939, giorno della dichiarazione di guerra del Regno Unito alla Germania nazista, il Daring fu richiamato da Singapore e trasferito in forza alla Mediterranean Fleet; il 26 settembre, in rotta per Alessandria d'Egitto, fu dirotta ad Aden perché assumesse il compito di nave scorta dei convogli navali nelle acque del Mar Rosso. Il 25 novembre seguente la nave si ricongiunse alla sua squadriglia a Malta, ma fu subito messa in cantiere a La Valletta per lavori di manutenzione; al completamento dei lavori il 20 dicembre la nave fu nuovamente riassegnata, venendo destinata alla  3rd Destroyer Flotilla della Home Fleet.
Ai primi di gennaio 1940 il Daring raggiunse Belfast via Gibilterra, ma il 10 gennaio fu nuovamente messo in cantiere a Portsmouth tornando operativo il 25 gennaio, quando si trasferì nella base di Scapa Flow; a partire dal 10 febbraio il cacciatorpediniere operò come unità di scorta ai mercantili diretti in Norvegia. Il 18 febbraio, mentre scortava il convoglio HN-12 diretto da Bergen a Methil, il Daring fu silurato dal sommergibile tedesco U-23, al comando del futuro asso degli U-Boot Otto Kretschmer: un siluro colpì la poppa del cacciatorpediniere, che si capovolse e affondò in pochissimo tempo nella posizione 58º 40' N, 01º 35' O. I caduti tra l'equipaggio ammontarono a 156 tra cui il comandante, Sydney Alan Cooper; quindici superstiti del Daring furono tratti in salvo dal sommergibile britannico HMS Thistle